# روساتسا
روساتسا (به ایتالیایی: Rosazza) یک کومونه در ایتالیا است که در استان بیه‌لا واقع شده‌است.

## خصوصیات
روساتسا ۸٫۷ کیلومترمربع مساحت و ۸۹ نفر جمعیت دارد.